# Ботез, Александра
Александра Ботез (англ. Alexandra Botez; 24 сентября 1995, Даллас, штат Техас, США) — канадско-американская шахматистка, мастер ФИДЕ среди женщин (WFM).

## Шахматная карьера
Румынского происхождения. Родилась в США. Выросла в румынской общине Ванкувера, Британская Колумбия, Канада. Начала играть в шахматы в возрасте 6 лет в шахматном клубе «Золотые рыцари» при румынском общественном центре под руководством тренера В. Е. Демяна.
Выступала за сборную Канады и пять раз становилась чемпионкой Канады среди девушек. Принимала участие в нескольких шахматных олимпиадах.
В возрасте 15 лет выиграла у сборной США среди девушек. Получила стипендию в Техасском университете в Далласе, но вместо этого решила учиться в Стэнфордском университете.
Стала первой женщиной-президентом Стэнфордского шахматного клуба. Одна из лучших канадских шахматисток, говорит на пяти языках, посещает Стэнфорд. Читает лекции в местной школе по шахматам, наставникам различных шахматных клубов в этой области и работает над проектами по развитию шахмат как учебного пособия для детей.
В апреле 2018 года Ботез комментировала игры финала Лиги Шахматы в Сан-Франциско вместе с международным мастером Даниэлем Реншем, международным мастером Анной Рудольф и гроссмейстером Робертом Хессом. В июне 2018 года комментировала ChessKid Crowns 7 — детский турнир в США.
Александра Ботез — популярный стример и ведёт передачи вместе со своей сестрой Андреа на канале «BotezLive» на Twitch-TV.
В настоящее время (2021) Рейтинг Эло Ботез — 2020.